# Tim (film 1912)
Tim è un cortometraggio muto del 1912 diretto da Charles Brabin. Interpretato da Charles Ogle e da Barry O'Moore, il film - tratto da una storia di James Oppenheim - uscì in sala il 18 novembre 1912.

## Produzione
Il film fu prodotto dall'Edison Company.

## Distribuzione
Distribuito dalla General Film Company, il film - un cortometraggio in una bobina - uscì nelle sale cinematografiche degli Stati Uniti il 18 novembre 1912.